# ファタハ
ファタハ（アラビア語: فتح, ラテン文字転写:Fatḥ, 文語アラビア語発音：ファトフ, 英語: Fatah）は、パレスチナの政党。1957年、パレスチナ独立を目標としてヤーセル・アラファートにより設立され、パレスチナ解放機構（PLO）に加入した。

## 名称
党名の「ファタハ」は、アラビア語の「パレスチナ民族解放運動」（حركة التحرير الوطني الفلسطيني、Ḥarakat at-Taḥrīr al-Waṭanī al-Filasṭīnī, ハラカト・アッ＝タフリール・アル＝ワタニー・アル＝フィラスティーニー）のラテン文字表記の頭文字を逆に並べた言葉を由来とする略称。アラビア語で「征服」や「勝利」との意味もある。
文語アラビア語では فَتْح（fatḥ, ファトフ）と発音されるが、日本語カタカナ表記ではファタハが広く用いられている。アラビア語で فَتْح（fatḥ, ファトフ）は名詞として使われる語でもあり、「開くこと；開始；征服、開城；勝利」といった意味を持つ。

## 概要
1957年1月1日にシリアの支持の元に設立。初代議長はヤーセル・アラファートで、当初はヨルダンを本拠地にイスラエルへの武装闘争を繰り返し、1966年にファタハはサム事件を起こして第三次中東戦争の引き金となったことで有名となった。1967年にパレスチナ解放機構（PLO）に加入して1969年にはアラファートがエジプトの後押しでPLOの議長になったことでPLO主流派（最大派閥）となるも、翌1970年に同じPLOに属するパレスチナ解放人民戦線が起こしたPFLP旅客機同時ハイジャック事件が契機となったフセイン1世国王によるヨルダン内戦の結果、ヨルダンから追放されレバノンに本拠を移した。また、ファタハは、ミュンヘンオリンピック事件で知られる秘密テロ組織黒い九月を結成した。しかし、1980年代には欧米の支持も背景に穏健路線へ転換した。
自治政府成立後は長らく与党の地位にあったが汚職が指摘され、2006年1月のパレスチナ評議会選挙ではハマースに敗れ、評議会の過半数を奪われた。しかしファタハのマフムード・アッバースは引き続き自治政府大統領の地位にあり、コアビタシオンの状態となった。また、イスラエル・アメリカ合衆国はハマースを相手にせず、引き続き穏健派のファタハを交渉相手にすると宣言。軍事面を含む援助を行った。
2007年3月17日、ハマースとの挙国一致内閣が成立したが、両者の抗争は断続的に続いた。6月11日、ハマースがガザ地区の占拠に及んだことで、アッバースは一方的に内閣の解散を宣言。ハマースを排除した新内閣（首相：サラーム・ファイヤード）を組織したが、ハマース側は当然これを認めなかった。以後はパレスチナは、ガザ地区を領するハマースと、ヨルダン川西岸地区を領するファタハの分裂状態となった。2012年10月にヨルダン川西岸地区のみで実施された地方選は、ハマースがボイコットしたため事実上のファタハへの信任投票となったが、主要都市で敗北した。
ファタハ創設メンバーの一人で、アッバース大統領の上級顧問でもあるハーニー・アル＝ハサンは「アルジャジーラ」の取材に対し、米国とイスラエルがハマースを潰す計画に追従していると内部批判した。アッバースはハサンを解任し、またハサンがハマースのクーデターに協力したと批判する幹部もあった。
なお武闘派のイメージが強いにもかかわらず欧州型中道左派・社会民主主義政党の国際組織である社会主義インターナショナルに加盟している（同インターにはイスラエル労働党も加盟している）。また、幹部にはイラン・ハレヴィらのようなユダヤ人もいる。

## 執行委員会議長一覧
| 代 | 画像 | 議長                   | アラビア語 | 就任日         | 退任日         | 備考                                  |
| -- | ---- | ---------------------- | ---------- | -------------- | -------------- | ------------------------------------- |
| 1  |      | ヤーセル・アラファート | ياسر عرفات | 1957年1月1日   | 2004年11月11日 | パレスチナ暫定自治政府大統領（初代）  |
| 2  |      | マフムード・アッバース | محمود عباس | 2004年11月11日 | 現職           | パレスチナ暫定自治政府大統領（第2代） |

## 軍事部門
- 黒い九月
- ハワリ特殊作戦グループ
- タンズィーム（後にアル＝アクサー殉教者旅団と統合）
- アル・アクサ殉教者旅団（後に殉教者ヤーセル・アラファート旅団に改組）
- アブー・レイシャ大隊
- ファタハの鷲